# Operazione Kerč'-Ėl'tigen
La cosiddetta "Operazione Kerč'-Ėl'tigen" si svolse tra il 1º novembre e il 4 dicembre 1943 nell'ambito dei più vasti eventi del fronte orientale della seconda guerra mondiale.
Le forze sovietiche del generale Ivan Petrov lanciarono, nella notte tra il 31 ottobre e il 1º novembre 1943, un'invasione anfibia della penisola di Kerč' a partire dalle loro posizioni sulla dirimpettaia penisola di Taman': un primo contingente sovietico stabilì una testa di ponte a Ėl'tigen, a sud dell'importante porto di Kerč', mentre due giorni più tardi una seconda forza faceva lo stesso a Yeni-Kale, a nord di Kerč'.
Le forze tedesche e romene del generale Erwin Jaenecke riuscirono però a contenere l'avanzata sovietica e a impedire che le due teste di ponte si saldassero. Il 4 dicembre le truppe romene del generale Corneliu Teodorini passarono quindi al contrattacco contro la testa di ponte di Ėl'tigen, completamente eliminata al termine di duri scontri; i sovietici rimasero invece in possesso della testa di ponte di Yeni-Kale, da cui nell'aprile 1944 lanciarono l'offensiva che portò alla liberazione della Crimea orientale.

## Antefatti
La sconfitta tedesca nella battaglia di Kursk nel luglio 1943 consegnò l'iniziativa strategica sul fronte orientale all'Armata Rossa, che passò all'offensiva sferrando un massiccio attacco in Ucraina facendo crollare il fronte dell'Asse. Le rinnovate offensive sovietiche in Ucraina rendevano ora intenibile per le truppe tedesche la posizione della "testa di ponte del Kuban", nell'estremo settore sud del fronte orientale: la testa di ponte, costituita attorno alla penisola di Taman' nella Russia meridionale, era quanto restava dei guadagni territoriali ottenuti con l'operazione Blu del 1942, poi annullati dalla sconfitta dell'Asse nella battaglia di Stalingrado all'inizio del 1943; Hitler aveva insistito perché la penisola fosse tenuta, onde farne un trampolino di lancio per riprendere l'avanzata verso i giacimenti petroliferi del Caucaso, ma con i sovietici penetrati a fondo in Ucraina questi propositi non erano più realizzabili.
La 17ª Armata del generale Erwin Jaenecke, composta da truppe tedesche e romene, portò quindi a termine tra la metà di settembre e i primi di ottobre 1943 una vasta operazione di evacuazione della testa di ponte, traghettando in salvo 200000 soldati dell'Asse alla volta della penisola di Crimea. Il possesso della Crimea era strategico per l'Asse, visto che le basi aeree situate nella penisola potevano essere sfruttate dai bombardieri sovietici per attaccare i campi petroliferi di Ploiești in Romania, di vitale importanza per alimentare la macchina bellica tedesca, e la 17ª Armata di Jaenecke fu incaricata di tenere la penisola a ogni costo; con la perdita della penisola di Taman' e l'avanzata sovietica in Ucraina, il generale doveva però prepararsi a fronteggiare tanto un attacco da nord attraverso l'istmo di Perekop quando uno sbarco anfibio da est attraverso lo stretto di Kerč'.
Proprio a quest'ultima operazione si stava preparando il 4º Fronte ucraino del generale Fëdor Tolbuchin grazie alle appena rioccupate posizioni sulla penisola di Taman'. Incaricato di guidare lo sbarco sulla dirimpettaia penisola di Kerč' fu il generale Ivan Petrov, con ai suoi ordini la 18ª Armata del generale Konstantin Leselidze e la 57ª Armata del generale Kondrat Melnik; le risorse navali impegnate nell'operazione sarebbero state invece dirette dal comandante della Flotta del Mar Nero ammiraglio Lev Vladimirskij. Gli ostacoli che le forze sovietiche dovevano affrontare erano notevoli: il cattivo tempo dato dall'inverno imminente ostacolava non poco la navigazione nello stretto di Kerč', e alla carenza di adeguati mezzi da sbarco si sommava la generale inesperienza delle forze sovietiche quanto a operazioni anfibie di vasta portata. L'operazione, lanciata in congiunzione con un attacco del 4º Fronte ucraino attraverso l'istmo di Perekop, avrebbe visto lo sbarco di una prima forza nei pressi del villaggio di Eltigen, a sud della città di Kerč'; questa era più che altro una mossa volta a distrarre i difensori da un più consistente sbarco sulla penisola di Yeni-Kale, a nord di Kerč', che sarebbe seguito dopo qualche giorno. Più di 600 tra cannoni e lanciarazzi Katjuša furono ammassati sulla punta di Chushka, una lunga lingua di sabbia che si protendeva dall'estremità settentrionale della penisola di Taman', per bombardare le postazioni dell'Asse a Kerč' distanti solo cinque chilometri.
L'attacco attraverso lo stretto di Kerč' non era affatto imprevisto e il generale Jaenecke aveva predisposto solide difese. Il presidio della costa meridionale e sud-orientale della Crimea era responsabilità del Corpo da montagna romeno del generale Hugo Schwab, il quale schierava nella penisola di Kerč' la 98ª Divisione di fanteria tedesca, la 6ª Divisione di cavalleria romena e la 3ª Divisione dei vânători de munte romeni. L'unico supporto corazzato a queste unità veniva da alcuni battaglioni di cannoni d'assalto StuG III tedeschi per un totale di 45 mezzi, cui si aggiungevano alcune batterie di artiglieria antiaerea e costiera; i dragamine della 3ª Flottiglia avevano provveduto nei giorni precedenti a deporre nello stretto di Kerč' circa 2000 mine navali per ostacolare il passaggio dei mezzi sovietici.

## L'operazione

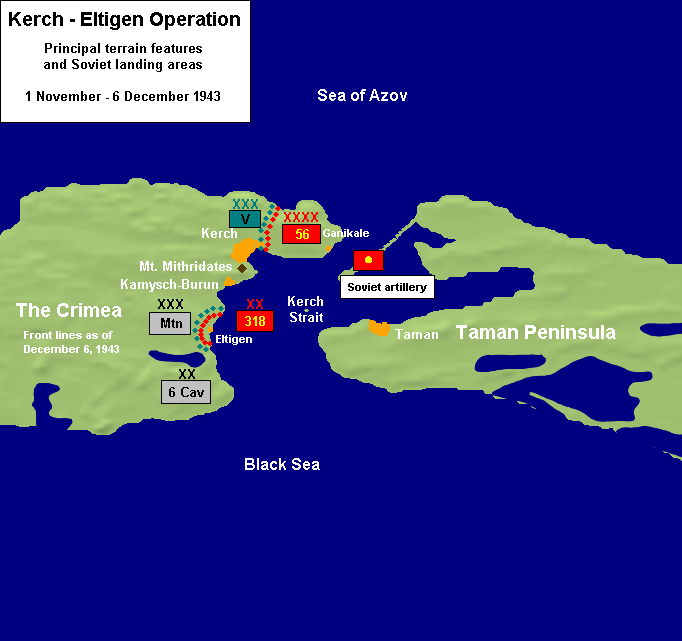
Posizioni delle opposte forze al 6 dicembre 1944: in rosso i sovietici, in verde i tedeschi, in grigio i romeni

L'assalto sovietico era progettato per il 28 ottobre, ma il cattivo tempo fece posticipare l'inizio dell'operazione alla notte tra il 31 ottobre e il 1º novembre 1943; circa 3000 uomini della 318ª Divisione fucilieri e del 386º Battaglione indipendente della fanteria di marina sovietica, parte della 18ª Armata di Leselidze, si imbarcarono su un vasto raggruppamento di imbarcazioni di ogni tipo e dimensione, dai pescherecci alle scialuppe a remi, per dirigere alla volta delle spiagge attorno a Ėl'tigen. La traversata fu quantomai difficoltosa, ostacolata come fu dal cattivo tempo e dall'oscurità; alcune imbarcazioni caddero vittima delle mine tedesche mentre altre dovettero rinunciare e tornare indietro: solo 1000 uomini della prima ondata poterono essere sbarcati nei dintorni di Ėl'tigen. A ogni modo, lo sbarco nelle prime ore del giorno colse di sorpresa i difensori tedeschi della 98ª Divisione fanteria, e i sovietici stabilirono rapidamente una piccola testa di ponte; nonostante gli attacchi aerei dei velivoli dell'Asse, altri rinforzi scesero a terra nel corso del primo giorno, e i sovietici poterono espandere la testa di ponte intorno a Ėl'tigen per una lunghezza di 4,5 chilometri e per una profondità di 1,5 chilometri.
Mentre i rinforzi dell'Asse accorrevano a Ėl'tigen, il 2 novembre la 57ª Armata sovietica lanciò il suo sbarco a nord di Kerč': circa 4400 uomini della 2ª Divisione fucilieri delle guardie e del 369º Battaglione fanteria di marina riuscirono a prendere terra nei dintorni di Yeni-Kale, travolgendo la resistenza dei reparti della 98ª Divisione tedesca anche grazie al pesante fuoco d'artiglieria che veniva dalla penisola di Taman'; il tempo migliorò a sufficienza da permettere alla Marina sovietica di intensificare il traffico attraverso lo stretto tra le due penisole, ed entro l'11 novembre nella testa di ponte a Yeni-Kale erano stati sbarcati 27700 uomini della 55ª Divisione della guardia, della 32ª e della 383ª Divisione fucilieri. Il 117º Reggimento fucilieri della guardia, nonché unità di artiglieria e mezzi corazzati, andarono invece a rinforzare le posizioni a Ėl'tigen.

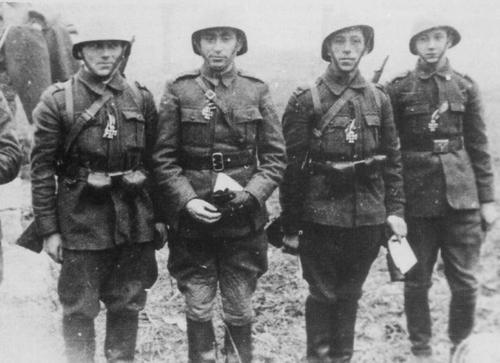
Ufficiali della cavalleria romena durante gli scontri in Crimea

Il comando della 17ª Armata tedesca trasferì l'intera 98ª Divisione, poi rinforzata dalle unità del V Corpo d'armata tedesco, a contenere la testa di ponte sovietica a Yeni-Kale, mentre l'eliminazione delle truppe dell'Armata Rossa sbarcate a Ėl'tigen fu demandata alla 6ª Divisione di cavalleria romena del generale Corneliu Teodorini, rinforzata da alcuni reparti della 3ª Divisione da montagna romena e dai cannoni d'assalto tedeschi. Entro il 5 novembre la penetrazione sovietica verso l'interno era stata bloccata e la testa di ponte contenuta, anche se un primo attacco alle postazioni sovietiche sferrato il 7 novembre fu respinto. Determinate per l'eliminazione della testa di ponte di Ėl'tigen si rivelò l'intervento della 3ª Flottiglia dragamine tedesca: i suoi mezzi intervennero in forze contro i convogli sovietici diretti alla testa di ponte, provocando una grave carenza di rifornimenti alle truppe a terra. Le forze aeree dell'Asse riuscirono anche ad acquisire una certa superiorità sopra lo stretto, infliggendo forti perdite all'aviazione sovietica e impedendole di portare aiuto ai reparti accerchiati.
Per circa un mese le forze dell'Asse assediarono i sovietici a Ėl'tigen, finché il 4 dicembre passarono all'attacco; oltre che sulla sua 6ª Divisione di cavalleria, il generale Teodorini poteva contare sull'appoggio di due battaglioni della 3ª Divisione da montagna, un battaglione di StuG III, 12 batterie di artiglieria tedesca, due squadroni di bombardieri in picchiata della Luftwaffe e uno di velivoli romeni. Nel corso del primo giorno i romeni furono respinti dalla forte resistenza nemica sul lato sinistro del fronte, dove i sovietici erano asserragliati sulla collina di Quota 56,7, ma guadagnarono terreno sulla destra. Teodorini rinnovò l'offensiva il giorno seguente, sferrando tre attacchi a partire dal terreno conquistato precedentemente: dopo duri scontri i romeni espugnarono le postazioni sovietiche su Quota 56,7 alle 15:30, respingendo i reparti dell'Armata Rossa in direzione del faro a sud di Ėl'tigen. L'attacco finale venne sferrato il 6 dicembre: i vânători de munte conquistarono l'abitato di Ėl'tigen mentre i reparti della 6ª Divisione di cavalleria espugnarono il faro alle 14:00; entro la mattina del 7 dicembre la testa di ponte di Ėl'tigen era completamente collassata: al prezzo di 865 tra morti e feriti, i romeni inflissero ai sovietici circa 1100 morti e catturarono 2294 prigionieri, 35 pezzi d'artiglieria e 35 mortai. I sovietici persero inoltre un totale di 76 carri armati e 251 velivoli negli scontri nell'area tra Yeni-Kale ed Ėl'tigen, mentre la Marina tedesca rivendicò l'affondamento di 65 imbarcazioni nemiche.
Circa 820 soldati sovietici riuscirono a lasciare Ėl'tigen e, infiltratisi nelle linee romene a nord, raggiunsero il Monte Mithdrate a sud di Kerč', dove si asserragliarono a difesa. L'eliminazione di questa ultima sacca fu demandata alla 3ª Divisione da montagna romena del generale Leonard Mociulschi, operazione portata a termine entro l'11 dicembre successivo.

## Conseguenze
L'eliminazione della testa di ponte sovietica a Ėl'tigen fu un buon successo per le forze dell'Asse, che negarono così ai sovietici la possibilità di impossessarsi del porto di Kerč' con un attacco a tenaglia e di consolidare le loro posizioni nella penisola. Per la loro vittoria a Ėl'tigen, tanto il generale Teodorini quanto il generale Mociulschi furono insigniti delle massime onorificenze romena e tedesca, rispettivamente l'Ordine di Michele il Coraggioso e la Croce di Cavaliere della Croce di Ferro.
Le forze dell'Asse stabilirono un solido perimetro attorno alla testa di ponte di Yeni-Kale, ma ogni tentativo di eliminare la posizione si rivelò vano a causa del massiccio afflusso di rinforzi per i sovietici: entro il 4 dicembre circa 75000 uomini, 582 cannoni e 128 carri armati erano stati sbarcati nella testa di ponte, che fu allungata di 9 chilometri nell'interno fino a raggiungere la periferia settentrionale di Kerč'. Le forze sovietiche a Yeni-Kale, riunite nell'"Armata costiera indipendente" del generale Andrej Ivanovič Erëmenko, mantennero quindi le loro posizioni fino all'aprile 1944, quando diedero il loro contributo all'offensiva finale che portò alla liberazione dell'intera Crimea.